# Allonnes, Maine-et-Loire
Allonnes är en kommun i departementet Maine-et-Loire i regionen Pays de la Loire i nordvästra Frankrike. Kommunen ligger i kantonen Allonnes som tillhör arrondissementet Saumur. År 2022 hade Allonnes 2 925 invånare.

## Befolkningsutveckling
Antalet invånare i kommunen Allonnes
| Referens: INSEE |